# Pedro Marañón
Pedro Marañón Esteban (Benavente, Zamora, España, 8 de julio de 1941) es un exfutbolista español que se desempeñaba como centrocampista.

## Clubes
| Club                  | País   | Año       |
| --------------------- | ------ | --------- |
| Real Valladolid C. F. | España | 1964-1969 |
| Hércules C.F.         | España | 1970-1972 |